# Botucatu
Botucatu är en stad och kommun i Brasilien och ligger i delstaten São Paulo. Folkmängden i kommunen uppgick år 2014 till cirka 140 000 invånare. Botucatu fick kommunrättigheter den 16 mars 1876.

## Administrativ indelning
Kommunen var år 2010 indelad i tre distrikt:
- Botucatu
- Rubião Júnior
- Vitoriana